# Zehra Doğan
Zehra Doğan (née en 1989 à Diyarbakır) est une artiste, journaliste et autrice kurde. Elle est une des fondatrices de Jinha, une agence d'information féministe kurde, dont la rédaction est entièrement composée de femmes. Elle est emprisonnée deux ans, entre 2017 et 2019, pour avoir réalisé et diffusé un dessin numérique représentant la destruction de la ville de Nusaybin en 2016. En 2018, l'artiste de rue Banksy lui consacre une représentation murale à New York.

## Journaliste
En 2012, lors des remise des prix de journalisme Musa-Anter, le prix spécial du jury, dans la catégorie journalisme en langue kurde est décerné à Zehra Doğan et Hazal Peker, pour leur article intitulé « Li Rojava welat emanetê jinên kurd in » (Au Rojava le pays est confié aux femmes).
En 2015, Zehra Doğan reçoit le prix de journalisme Metin-Göktepe, nommé ainsi en hommage au journaliste tué en prison en 1996 lors d'une garde à vue en Turquie. Ce prix récompense le travail de Zehra Doğan sur les femmes yézidies qui avaient échappé à la captivité aux mains de l'État islamique.
Son agence d'information, Jinha, est fermée le 29 octobre 2016 par les autorités turques, et fait partie des plus de cent médias fermés depuis la tentative de coup d'État de juillet 2016,.

## Emprisonnement
À partir de février 2016, Zehra Doğan vit à Nusaybin, une ville turque proche de la frontière syrienne, où elle faisait un reportage. Le 21 juillet 2016, elle est arrêtée dans un café de Mardin. Le 2 mars 2017, elle est acquittée de l'accusation qui pesait sur elle d'appartenir à une organisation illégale ; mais elle est condamnée à un emprisonnement de deux ans, neuf mois et 22 jours pour avoir diffusé le dessin de Nusaybin et relayé le message d'une petite fille de dix ans, sur les réseaux sociaux. Après 141 jours d'emprisonnement à Mardin, elle est libérée sous contrôle judiciaire. Elle partagera sa cellule avec la chanteuse kurde Nûdem Durak. Sa peine étant confirmée, elle est arrêtée à nouveau le 12 juin 2017 et conduite à la prison de Diyarbakır où elle est incarcérée.
Déclaration de Zehra Doğan sur Twitter après sa condamnation :

« J'ai été condamnée à deux ans et dix mois [de prison] parce que j'avais peint des drapeaux turcs sur des bâtiments détruits. Cependant, ce sont eux [le gouvernement turc] qui sont à l'origine [de ces destructions] : moi, je n'ai fait que les dessiner. »

En prison, elle et d'autres femmes créent le journal Özgür Gündem - Zindan (mot-à-mot, « Actualité libre - Geôle »), dont le nom est un jeu de mots sur le titre du quotidien stambouliote Özgür Gündem (« Actualité libre »), qui s'adresse à un lectorat kurde.
Le 23 octobre 2018, à la suite d'une mesure d’éloignement forcé, Zehra Doğan est envoyée dans la prison de Tarse.
Après avoir terminé sa peine, elle est libérée de la prison de Tarse, le 24 février 2019,.
Le 19 octobre 2023, la Cour de cassation a statué sur le recours de Zehra Doğan, qui a purgé une peine de prison pour "propagande en faveur d'une organisation illégale". Elle a déclaré que le tribunal avait commis une "erreur" dans l'évaluation des preuves et avait condamnée Zehra Doğan à une peine de prison alors qu'elle aurait dû prononcer un acquittement. À la suite d'un deuxième procès le 9 mai 2024, elle a été acquittée de tous les chefs d'accusation liés à la « propagande terroriste » en raison de l'absence de fondement juridique de ces accusations à l'issue de son nouveau procès.

## Soutiens et récompenses
Un certain nombre de ses œuvres font l'objet d'expositions en Europe dans le cadre d'une campagne de soutien,.
En tant qu'artiste et journaliste, elle est défendue par le PEN club et Amnesty international.
Le 5 novembre 2017 l’association suisse des libres penseurEs, Frei Denken, a décerné le prix « Freethinker Prize » 2017, à Zehra Doğan, ainsi qu’à Masih Alinejad, la journaliste iranienne.
En novembre 2017, l'artiste chinois dissident Ai Weiwei publie une lettre qu'il avait écrite en signe de solidarité avec la situation de Zehra Doğan, traçant un parallèle entre la répression de l'expression artistique en Chine et en Turquie.
Le 16 mars 2018, Banksy, un artiste urbain résidant en Angleterre, dévoile à New York une peinture murale montrant un décompte du nombre de jours de détention subis par Zehra Doğan, dans laquelle un groupe de bâtons marquant ce décompte devient en même temps des barreaux de prison derrière lesquels on voit le visage de Zehra Doğan,.
Le 3 mai 2018 Deutscher Journalisten Verband (Association des journalistes allemande) a attribué le prix de « Printemps de liberté de presse » à Zehra Doğan. Le prix a été reçu au nom de la journaliste, par le journaliste almano-italien Ingo Zamperoni.
Le 19 juin 2018, elle reçoit le prix du « Courage en journalisme » de International Women's Media Foundation. La cérémonie se déroule à New York le 27 novembre 2018,.
En octobre 2018, lors du 84e Congrès de PEN International en Inde, Zehra Doğan devient membre honorifique.
Le 15 janvier 2019, Zehra Doğan est nommée par Index on Censorship pour le « Prix de la Liberté d'expression » 2019 dans la catégorie Arts. Le prix lui est décerné, elle le reçoit le 5 avril 2019 à Londres.
En 2019, Creative Nomads, production italienne sort un film documentaire réunissant trois femmes : « Terrorist. Zehra et les autres ». La romancière Aslı Erdoğan, et la médecin légiste et défenseure des droits humains Şebnem Korur Fincancı sont interviewées, Zehra Doğan participe par correspondance depuis la prison, et elle est représentée par des séquences animées avec la voix de l'actrice Kasia Smoutniak. Le documentaire est réalisé par Marica Casalinuovo, Francesca Nava, Vichie Chinaglia, Marella Bombini.
Le 11 octobre 2019, à Beyrouth, elle a reçu le prix « Exceptional Courage in Journalism Award », de la Fondation May Chidiac.
En février 2020, en Italie, le « prix spécial de Roberto Scialabba » lui est décerné.
Le 16 octobre 2020, lors du 14e édition du Festival de l'excellence féminine à Gênes en Italie, elle reçoit  « le prix Hypatia pour l'excellence féminine internationale »,
Le 19 novembre 2020, elle reçoit le « prix Carol Rama », Artissima 2020,.
Décembre 2020, Zehra Doğan a été classée par les 34 plus prestigieuses revues d'art internationales, dans les top 100 des « personnes les plus influentes dans le monde de l'art contemporain en 2020 ».
Le 10 septembre 2021, Prix Atomium : Prix Le Soir de la BD de reportage 2021, pour son roman graphique Prison no 5, paru en 2021 aux Editions Delcourt,
Décembre 2021, Zehra Doğan a été classée par les 34 plus prestigieuses revues d'art internationales, dans les top 100 des « personnes les plus influentes dans le monde de l'art contemporain en 2021 ».
2021 décembre, "Prison n°5", en tête de liste de la sélection "Meilleures bandes dessinées de 2021" par Wired, Italie.
2021, décembre  "Prison n°5", sélectionné dans la liste des "10 meilleurs livres graphiques de l'année 2021" par Il manifesto.
Février 2024, le Prix ColophonArte a été attribué à l'artiste, représentée par Prometeo Gallery, Bologne, Italie,.

## Expositions
- 2025, 12 juillet - 30 septembre, « Light and fight ", "Lumière et combat dans les œuvres de Zehra Doğan", Musée d'art contemporain de Calasetta, Fondation MACC, Sardaigne[43].
- 2025 21 juin - 30 septembre, Biennale d'art de Pontevedra, Pontevedra, Italie[44].
- 2025 7 juin - 24 août, "Fragments of Reality. Berlin – Tricity" (Fragments de réalité. Berlin - Tricity), exposition collective, State Art Gallery, Sopot, Pologne[45].
- 2024 novembre - 2025 janvier, « Closed Eyes Can See », avec Zehra Doğan et Matteo Mauro, Galerie Prometeo, Milan, Italie[46].
- 12 octobre 2024 - 5 juillet 2025, "Figures", une exposition collectif avec des œuvres de la collection Laura et Luigi Giordano, SPA, Spazio Per Arte, Ollegio, Italie.
- 2024, 11-13 octobre, ArtVerona 19ème édition, exposition collective, Vérone, Italie[47].
- 2024, 16 mars - 28 septembre, Biennale "Interaction Napoli", "l'Altro e l'Alterità" (l'Autre et l'Altérité.) Cloître Sainte Caterina, Napolie, Italie[48].
- 2024, 13 mars 13 - 31 mai, Biennale de Malta[49].
- 2024, 25 janvier - 25 février, "Meno Parkas", 10 artistes kurdes. Kaunas Pilnas Kultūros, Lithuanie[50].
- 8 octobre 2023 - 28 janvier 2024, 49 Nord 6 Est Frac Lorraine, "Prison n°5", exposition de groupe "Comment se raconter", Metz, France[51].
- 17 mai - 2 octobre 2, 2023, MUCEM exposition collective, "Les Maternités de A à Z" Marseille, France[52].
- 24 février - 2 avril 2023, “Observatory on Deculturalisation" (Observatoire sur la déculturalisation), organisé par le collectif Zaira Oram, OXYD Kunsträume, Winterthur, Suisse[53].
- 21 février - 4 avril 2023, "Progetto Genesi" (Projet Genèse) Exposition collective itinérante. Curatrice  Ilaria Bernardi. Italie[54].
- Novembre 2022 - mars 2023, "Kurdistan - Oblicza trwania", Musée Leon Wyczółkowski du district Bydgoszcz, Pologne[55].
- 21 November 2022, "Paroles, corps et graphies", performance pour l'ouverture de Semaine des droits humains de l’Université de Genève, dans le cadre du festival les Créatives. Genève, Suisse[56].
- Novembre 2022, Artissima Fair 2022, Turin, Italie[57],[58].
- Octobre 2022, "Liberté bleue", l'exposition collective "Rojava - Binxet". Curateur Barış Seyitvan, dans le cadre du Festival de films kurdes, Babylon, Berlin Allemagne[59].
- Septembre - Octobre 2022, "Intemporale", Prometeo Gallery, Milan, Italie[60].
- Du 17 juillet au 25 septembre 2022, au Musée d'art contemporain de Calasetta, exposition collective “Dolce è la guerra per chi non l’ha vissuta” (La guerre est douce pour ceux qui ne l'ont jamais vécue). Fondazione MACC en collaboration avec la galerie Prometeo, curatée par Efisio Carbone[61].
- Mai - Septembre 2022, "Prison n°5", exposition collective "Splendide Isolement". SMAK, Musée municipal d'art contemporain, Gand, Belgique[62].
- Avril 2022, "Prison n°5" pour l'exposition "En la selva eau mucho por hacer" sous la curatelle de Maria Barrios. Museo de la Solidaridad Salvador Allende, Santiago, Chili[63].
- Avril 2022, "Established" B-13, Foire Internationale d'art moderne et contemporain, Miart 2022, Milan, Italie[64].
- Avril-Juin 2022, "Signes de moi. Le corps, une scène", six artistes en relation avec Carol Rama. Casa Testori, Novate Milanese, Italy[65].
- Février 2022, Art Basel OVR. Zehra Doğan, "Prison n°5"[66].
- Décembre 2021, Exposition de "Xwebûn", collectif de femmes artistes fondé par l'Académie de Jinéologie. Galerie Kareem Chawshin, Sulaymaniyah, Irak.
- Novembre 2021, "Other rooms, other voices", exposition collective, au Département de la police criminelle Mühleweg, Zurich, Suisse[67].
- Octobre - Novembre 2021, exposition individuelle, "Zehra Doğan: Prigione N°5", Prometeo Gallery, Milan, Italie[68].
- Octobre - Novembre 2021, exposition collective, "Fractured Spine". Photobastei, Zurich, Suisse[69].
- Septembre 2021, Miart, Foire internationale de l'Art moderne et contemporain, Milan, Italie[70].
- Juillet 2021, "The Cry of Truth / Le cri de la vérité" Cruce, Madrid, Espagne[71]
- Juin - Août 2021, "Stronger Still", Kiosk, Théâtre Maxim Gorki, Berlin[72],[73].
- Mai - Juin 2021, "Danaé revisitée" Villa Brandolini, Pieve di Soligo, Italie[74].
- Janvier 2021 - Juin 2022 "Fashion is a verb: Art Performance and Identity", Willam Peterson University Galleries, New Jersey, Etats Unis[75].
- Février 2021, « Il tempo delle farfalle / Le temps des papillons », exposition consacrée aux sœurs Mirabal, Patria, Minerva, Teresa, PAC – Pavillon d'Art Contemporain, Milan, Italie (Initialement prévue pour novembre 2020 - Reportée en raison de pandémie)[76],[77].
- Décembre 2020, "Hassas Müdahale », exposition collective, Kıraathane İstanbul Edebiyat Evi, Istanbul, Turquie[78].
- Décembre 2020, Art Basel, "OVR: Miami Beach"[79].
- Septembre-Octobre 2020, « Nehatîye Dîtın / Görülmemiştir », Kıraathane İstanbul Edebiyat Evi, Istanbul, Turquie[80],[81].
- Septembre 2020, Art in Protest de Human Rights Foundation (HRF) Exposition virtuelle, New York, Etats-Unis[82].
- Septembre 2020, Prometeo Gallery, Milan. Italie. Exposition intitulée «  Beyond » (Au-delà de), avec une performance[83],[84].
- Septembre 2020, Palazzi dell'Arte Rimini - PART, Italie. Exposition collective. Collection de la Fondation San Patrignano[85].
- Septembre 2020, Berlin, Allemagne, Biennale de Berlin[86],[87].
- Septembre 2020, Barcelone, Espagne, Centre d'Art La Panera, exposition mixte sur la censure, « Línies vermelles. La censura en la col. » Avec l'œuvre numérique « Nusaybin »[88].
- Août 2020, Lucca Italia, Exposition mixte, « A volte penso che... », Ex Chiesa di San Matteo, Piazza San Matteo, Lucca[89],[90].
- Le 21 juillet 2020, Zehra Doğan rend hommage à la ville de Brescia, en Italie, avec une grande œuvre murale pour la résistance au coronavirus[91],[92].
- Juillet 2020, Festival de Ravenne, Italie, deux performances lors des concerts « Routes de l'amitié », en compagnie de la chanteuse kurde Aynur Doğan, l'Orchestre Giovanile Luigi Cherubini et Syrian Expat Philharmonic Orchestra (SEPO) dirigés par Riccardo Muti[93].
- Juin 2020, elle débute un projet de journal mural intitulé « The Hard Times » avec un premier numéro dédié à George Floyd, sur un mur aux alentours de Parc Rosa Parks à Paris[94].
- Janvier 2020, Nassauische Kunstverein à Wiesbaden, Allemagne, « A chaque âge son art - A l’art sa liberté »[95],[96].
- Janvier 2020, Forum de la Paix 2020, à Bâle, Suisse[97].
- Décembre 2019, Middle East Institute (MEI) Art Gallery, Washington, États-Unis. « Speaking Across Mountains: Kurdish Artists in Dialogue »[98]
- Novembre 2019 - Mars 2020, Musée Santa Giulia, Brescia, Italie, « Avremo anche giorni migliori. Opere dalle carceri turche », dans le cadre du Festival de la Paix du Brescia[99],[100].
- Novembre 2019, Drawing Center, New York, États-Unis « The Pencil Is a Key - Drawings by Incarcerated Artists »[101].
- Novembre 2019, Galerie de l'Espace des femmes - Éditions Des femmes, Paris, France, « Œuvres évadées »[102]
- Mai 2019, Tate Modern, Londres, Royaume-Uni, installation intitulée « Ê Li Dû Man - Ce qu’il en reste »[103],[104].
- Mars 2019, Opéra de Rennes, France, exposition intitulée « Les yeux grands ouverts »[105],[106].
- Décembre 2018 « Kurdish art Fair », 2e édition, à Londres, Royaume Uni[107].
- Septembre 2018, Pays de Morlaix, France, « Festival des Autres Mondes »[108].
- Janvier 2018, Tour Saint-Aubin à Angers, France, exposition intitulée « Les yeux grands ouverts »[109].
- Août 2017, Festival de cinéma de Douarnenez, France, exposition intitulée « Les yeux grands ouverts »[110].
- Février 2017, Diyarbakir, Turquie, exposition intitulée « 141 »[111].